# Immunoglobuline iperimmuni
Le immunoglobuline iperimmuni (hIVIG) sono immunoglobuline per uso endovenoso (IVIG) che trasferiscono un’immunità passiva specifica e vengono preparate dal plasma di individui che sono stati esposti accidentalmente (es. a veleni), in convalescenza da infezioni specifiche (es. varicella), oppure il cui plasma è risultato contenere, in seguito a test, alti titoli di determinati anticorpi.
Questi trattamenti forniscono un trasferimento passivo di anticorpi ad alto titolo che riduce il rischio o la gravità dell’infezione e offre una protezione immediata ma a breve termine. Se arricchite con anticorpi neutralizzanti contro i virus possono, oltre alla loro attività di neutralizzazione virale, esercitare anche un’attività immunomodulante.

## Preparazione
I prodotti a base di immunoglobuline iperimmuni sono prodotti in modo simile alle IVIG da pool di plasma provenienti da almeno centinaia di donatori di sangue selezionati con alti titoli di anticorpi contro il virus di interesse, e sono adatti alla somministrazione per via endovenosa.
I bersagli cellulari opsonizzati selezionati vengono lisati attraverso l’attivazione del complemento oppure mediante citotossicità cellulare mediata da anticorpi. Gli antigeni solubili, invece, vengono legati in immunocomplessi ed eliminati dal sistema reticoloendoteliale.
Per alcuni antigeni, il plasma viene prelevato da persone immunizzate specificamente contro patogeni insoliti ma potenzialmente importanti, come il virus del vaiolo (vaccinia), oppure da donatori sani e normali sottoposti ripetutamente a immunizzazione con vaccini comuni, come l'anatossina tetanica.
L'IUIS/WHO satbilisce che i prodotti di immunoglobuline iperimmuni dovrebbero contenere titoli di anticorpi almeno cinque volte superiori rispetto alle preparazioni standard. Essi presentano vantaggi significativi rispetto agli anticorpi monoclonali (mAbs).

## Effetti collaterali
Gli effetti collaterali di queste preparazioni includono:
- reazioni avverse locali nel sito di iniezione intramuscolare, come sensibilità, dolore, indolenzimento o rigidità del muscolo
- effetti indesiderati simili a quelli osservati con le IVIG

## Applicazioni
Storicamente i farmaci a base di immunoglobuline iperimmuni plasmatiche sono stati utilizzati come trattamento d’emergenza durante le infezioni virali, quando non sono disponibili altre terapie. Ad esempio, durante l'epidemia COVID-19 unità di siero/plasma sono state raccolte da individui guariti dalla malattia e sono stati utilizzati come prima linea di trattamento per i soggetti infetti.
Le immunoglobuline iperimmuni vengono inoltre utilizzate nei pazienti sottoposti a trapianti di organo solido, in particolare vengono somministrate CMV-Ig e HBIg.
| Preparazione                                                     | Indicazione |
| ---------------------------------------------------------------- | --- |
| Immunoglobulina contro il botulismo                              | solo per il botulismo nei neonati |
| Immunoglobulina contro il cytomegalovirus (CMV Ig)               | |
| Immunoglobulina contro l'epatite A (HAIg)                        | individui non vaccinati ad alto rischio |
| Immunoglobulina contro l'epatite B (HBIg)                        | individui non vaccinati ad alto rischio neonati nati da madri positive all'epatite B prevenzione dell'epatite B ricorrente in pazienti sottoposti a trapianto di fegato         |
| Immunoglobulina contro la rabbia                                 | pazienti esposti al virus |
| Immunoglobulina contro il virus respiratorio sinciziale (RSV Ig) | profilassi per neonati ad alto rischio (bambini sotto i 24 mesi di età con displasia broncopolmonare, malattia polmonare cronica o storia di nascita prematura)                 |
| Immunoglobulina contro il tetano                                 | pazienti infetti profilassi dell’infezione da tetano in pazienti con lesioni traumatiche, diverse da ferite minori e pulite, che non sono stati immunizzati negli ultimi 5 anni |
| Immunoglobulina contro il vaiolo                                 | gravi reazioni avverse al vaccino contro il vaiolo |
| Immunoglobulina contro il virus della varicella-zoster (VZV Ig)  | individui non vaccinati e immunocompromessi oppure neonati esposti alla varicella                                                                                               |